# Người giàu cũng khóc
Người giàu cũng khóc (tiếng Tây Ban Nha: Los ricos también lloran) là một bộ phim truyền hình thuộc thể loại telenovela của México. Phim được sản xuất tại México vào năm 1979 do Verónica Castro thủ vai chính. Bài hát chủ đề của phim là "Aprendí a Llorar" ("Tôi đã biết khóc", do Lolita de la Colina sáng tác) cũng do cô thể hiện. Telenovela là loạt phim được sản xuất từ Chilean Valentín Pimstein và José Alberto Castro, nó được định hướng nghệ thuật từ Rafael Banquells. Kịch bản do Inés Rodena viết. Phim đặc biệt ảnh hưởng đến xã hội Việt Nam thập niên 1990 và tên của phim cũng là câu nói hình tượng chỉ về hoàn cảnh, éo le, bi kịch của từng gia đình kể cả "người giàu cũng khóc", hàm ý tương tự như "mỗi cây mỗi hoa, mỗi nhà mỗi cảnh" hay "không có nỗi khổ nào giống nỗi khổ nào" (trong chương I của Anna Karenina).

## Nội dung
Mariana Villareal trở nên vô gia cư sau khi cha cô ấy chết còn người mẹ đỡ đầu thì lấy lại nhà xưởng của họ. Cô ấy rời khỏi Mexico City, có một thầy tu nói cho Don Alberto Salvatierra (một nhà triệu phú) biết về cô gái này và ông tỏ ra quan tâm đến cô. 
Don Alberto Salvatierra rất tự hào vì mình đã cưu mang cô gái nhưng con trai mình là Luis Alberto (một người lăng nhăng) lại muốn quyến rũ cô. Người cha ra lệnh anh ta phải tránh xa cô ấy. Sự lôi cuốn của Mariana là lý do làm anh ta thay đổi và tình yêu đã đến với cô ấy.

## Ở Việt Nam
Trong những năm 90, bộ phim này cùng với một series phim truyền hình khác của Mexico là Đơn giản tôi là Maria đã có những ảnh hưởng sâu rộng đối với khán giả truyền hình Việt Nam. Việc bộ phim được công chúng đón nhận nồng nhiệt chỉ một phần nhỏ do nội dung hấp dẫn của nó. Ảnh hưởng chính đến từ việc đó gần như là series phim duy nhất chiếu trong thời kỳ này, khi mà toàn quốc lúc đó chỉ có duy nhất một đài truyền hình (VTV1) với thời lượng phát sóng hết sức hạn chế. Số buổi có phim cũng được phân chia rạch ròi và riêng tối ngày thứ 7 là chương trình sân khấu hoặc kịch nói bắt buộc. Do không có sự lựa chọn khác nên "Người giàu cũng khóc" được đa số khán giả truyền hình, kể cả trẻ con, theo dõi. Nội dung phim được bàn tán rộng rãi và được nhắc đến thường xuyên trong cuộc sống hàng ngày của người dân Việt Nam. Tuy vậy phần 2 của series phim nhận được phản hồi thiếu tích cực hơn nhiều so với phần đầu khi khán giả cho rằng nó "nhảm nhí" hơn nhiều.